# Сладковский, Карел
Карел Сладковский (чеш. Karel Sladkovský; 22 июня 1823, Прага, Австрийская империя — 4 марта 1880, там же) — чешский журналист, политический и общественный деятель, активист национального возрождения, революционер. Председатель Национальной партии свободомыслящих (младочехов) (1874—1880). Член Чешского ландтага (1875—1880 и 1862—1872), член Палаты депутатов Рейхсрата Австро-Венгерской монархии (Цислейтании) (1867—1879). Доктор права (с 1866).

## Биография
Родился в семье бедного портного. В 6-летнем возрасте остался сиротой. Учился у госпитальеров. С 1845 года изучал право в Венском университете. В 1846 году начал судебную практику в Вене. С 1848 года работал в прокуратуре, но из-за начала революции в Австрийской империи весной 1848 года вернулся в Прагу.
Продолжил учёбу на юридическом факультете Пражского университета. С 1866 года — доктор права.
Участник Революции 1848—1849 годов в Чехии. Был одним из лидеров радикально-демократического лагеря и руководителей Пражского восстания 1848 года, участник Славянского съезда 1848 года.
Весной 1849 был арестован австрийскими властями, обвинён в заговоре и участие в подготовке нового вооружённого восстания против власти Габсбургов, государственной измене и приговорён к смертной казни, заменённой 20-летним тюремным заключением. Восемь лет провёл в тюрьме Оломоуца, где подорвал здоровье.

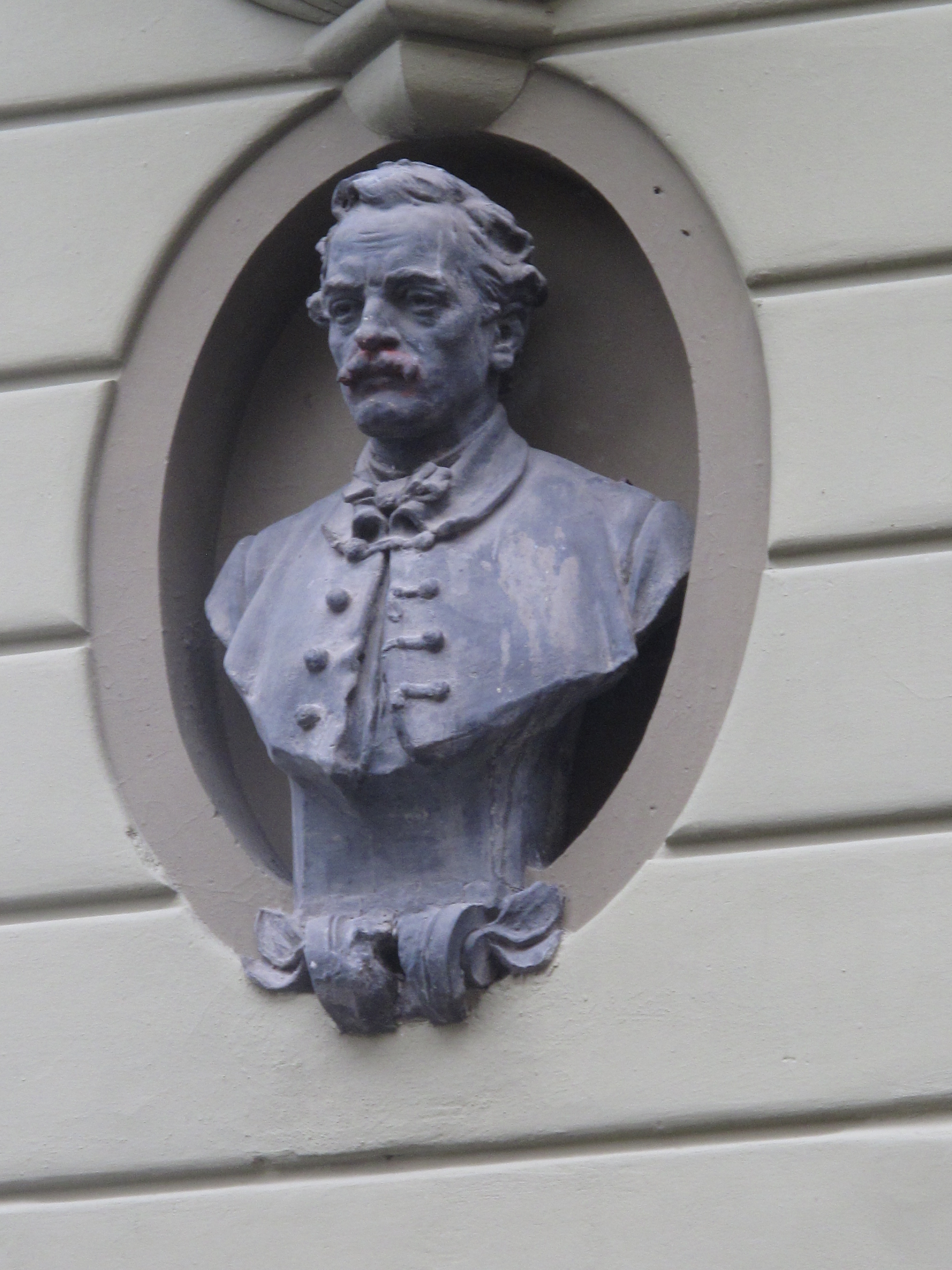
Бюст К. Сладковского в Вршовицах

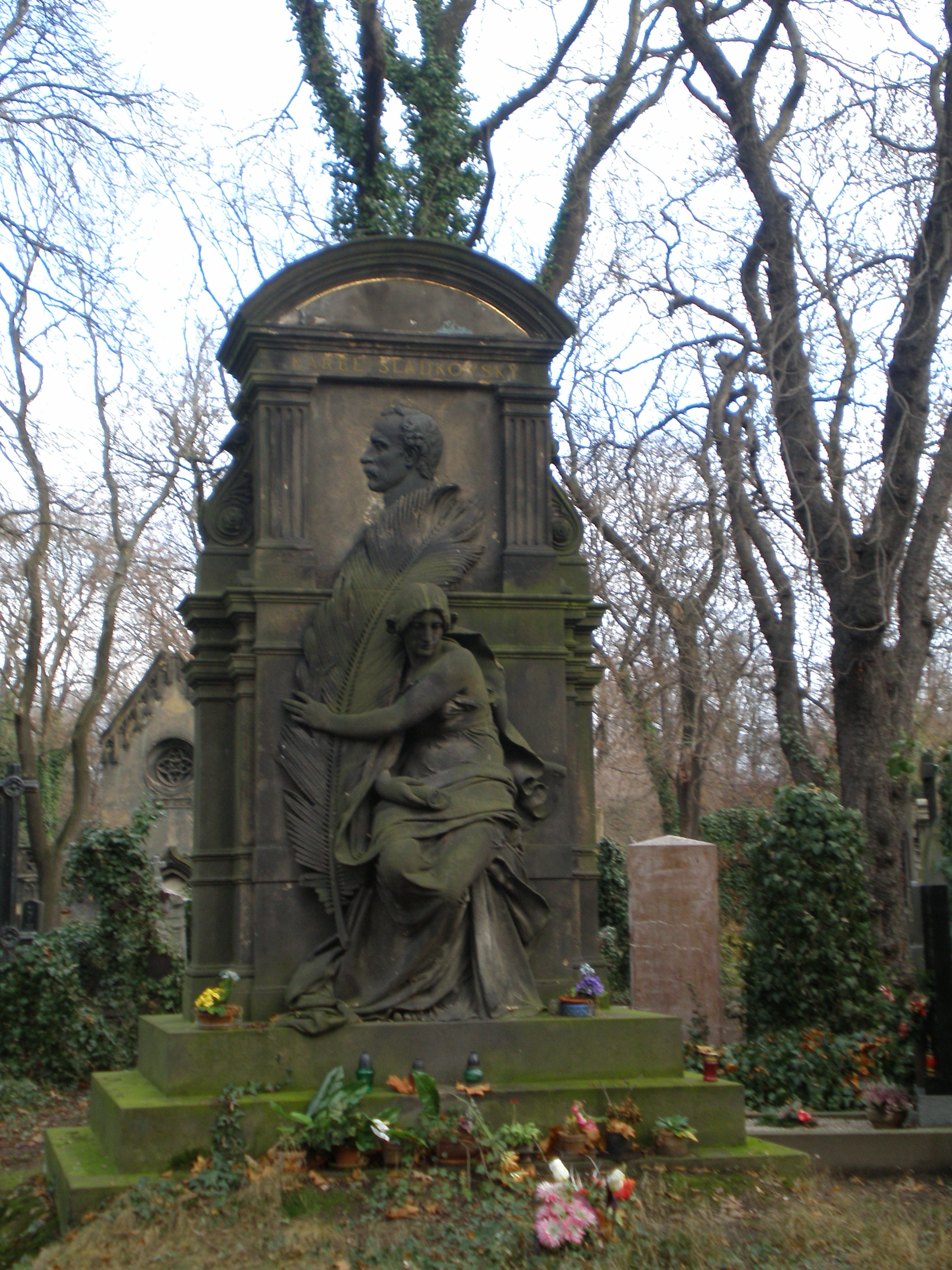
Могила К. Сладковского на Ольшанском кладбище

В 1857 году был помилован, жил в трудных условиях под надзором полиции. В 1860 году вернулся к общественной жизни, работал в редакции ежедневной газеты «Čas» (первой чешской политической газеты, разрешённой австрийскими властями), с 1862 года — сотрудник редакции журнала «Hlas» , который стал платформой независимого радикально-демократического направления чешской политики.
В 1862 году избран депутатом чешского сейма, в 1867 году стал членом земского комитета. В 1868 г. в знак протеста против австро-венгерского соглашения и конституции 1867 года вышел из сейма и комитета.
В 1875 г. был избран в сейм вторично. Являлся одним из основателей (1874) и лидеров младочехов, сторонником преобразования двуединой Австро-Венгрии в триединую Австро-Венгро-Чешскую монархию.